# Stadio Lužniki
La Grande arena sportiva del complesso Olimpico Lužniki (in russo Большая спортивная арена Олимпийского комплекса Лужники?, Bol'šaja sportivnaja arena Olimpijskogo kompleksa Lužniki), più informalmente Stadio Nazionale Lužniki, è un impianto sportivo multifunzione di Mosca, in Russia.
Costruito nel 1956 dal governo dell'URSS e noto all'epoca come Stadio Lenin (in russo Центральный стадион имени В. И. Ленина, Central'nyj stadion imeni V.I. Lenina), era capace di più di 100.000 posti ed era completamente privo di copertura; nel 1980 fu lo stadio scelto come sede dei Giochi della XXII Olimpiade, che si tennero nella capitale sovietica. Dopo la fine dell'URSS il governo russo, che ne ereditò la proprietà, lo sottopose a ristrutturazione al termine della quale l'impianto fu totalmente coperto e portato a una capienza di 81.360 posti a sedere.
Ospitò numerosi incontri interni della Nazionale di calcio dell'URSS e, in seguito, di quella russa, oltre a essere il terreno di casa di diverse squadre di club della capitale, sia durante il periodo sovietico che, dopo il 1991, russo.
Nel 2013 ha ospitato la Coppa del Mondo di rugby a 7.
Nonostante l'impianto sia destinato a sport all'aperto quali calcio e atletica leggera, esso cionondimeno ha ospitato anche l'ultimo incontro del campionato mondiale di hockey su ghiaccio 1957 tra Unione Sovietica e Svezia. La zona V.I.P. del settore C è stata inoltre sede di gioco dei campionati del mondo di scacchi rapid e blitz del 2019.

## Storia

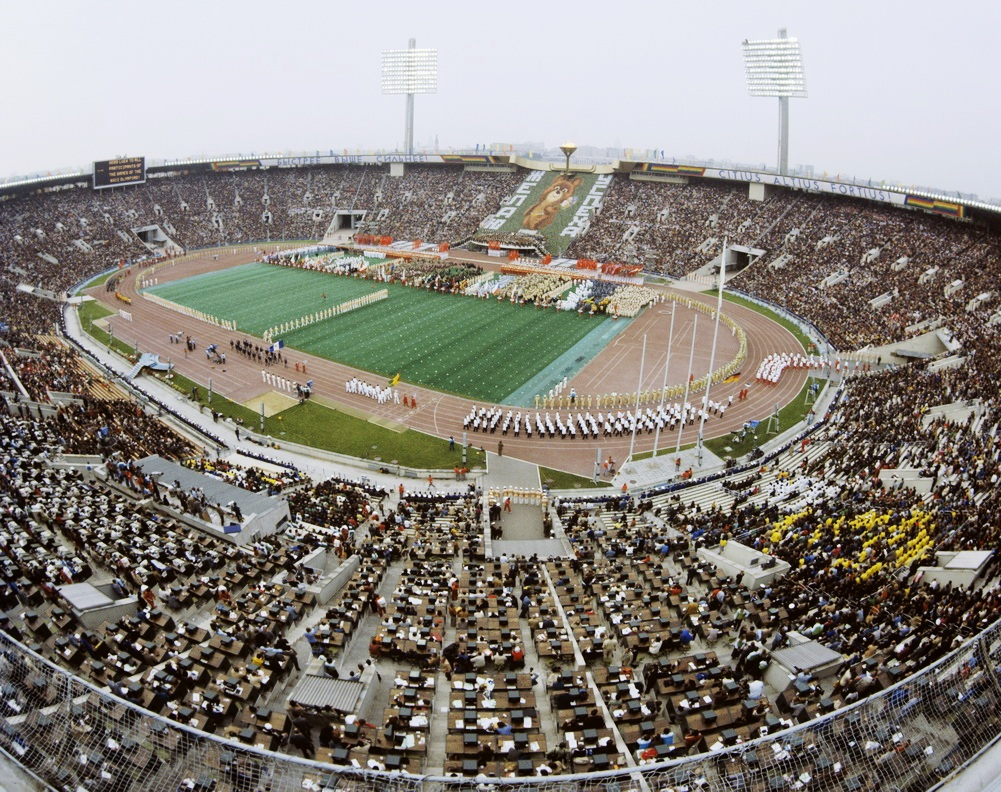
L'allora Stadio Lenin, completamente scoperto, durante la cerimonia d'apertura dei giochi olimpici di Mosca del 1980

In questo impianto si disputano le partite casalinghe dello Spartak Mosca e della nazionale russa di calcio, mentre dal 2007 al 2011 si sono svolte quelle del CSKA Mosca.
Lo stadio è stato sede della finale di Coppa UEFA 1998-1999 e di quella della Champions League 2007-2008. Nel 1980 l'impianto ospitò i Giochi della XXII Olimpiade e il 15 luglio 2018 la finale del campionato mondiale di calcio 2018, che si svolse in Russia.
Nell'ottobre 1982 nell'impianto si verificò una delle più grosse tragedie legate allo sport, conosciuta come il disastro del Lužniki, in cui morirono 66 tifosi dello Spartak Mosca.
Lo stadio ha ospitato inoltre i campionati del mondo di atletica leggera svoltosi a Mosca nell'agosto 2013.
L'impianto è sede di numerosi concerti. Vi si sono esibiti Michael Jackson durante la sua tappa russa del Dangerous World Tour il 15 settembre 1993, i Red Hot Chili Peppers il 22 luglio 2012 nel loro I'm with You World Tour, la tappa moscovita del Born This Way Ball della cantante statunitense Lady Gaga il 12 dicembre 2012 e l'ultimo concerto della celebre rock band sovietica Kino il 24 giugno 1990, poco meno di due mesi prima della morte del frontman Viktor Coj, avvenuta il 15 agosto 1990 a Tukums (Lettonia) in un tragico incidente stradale.

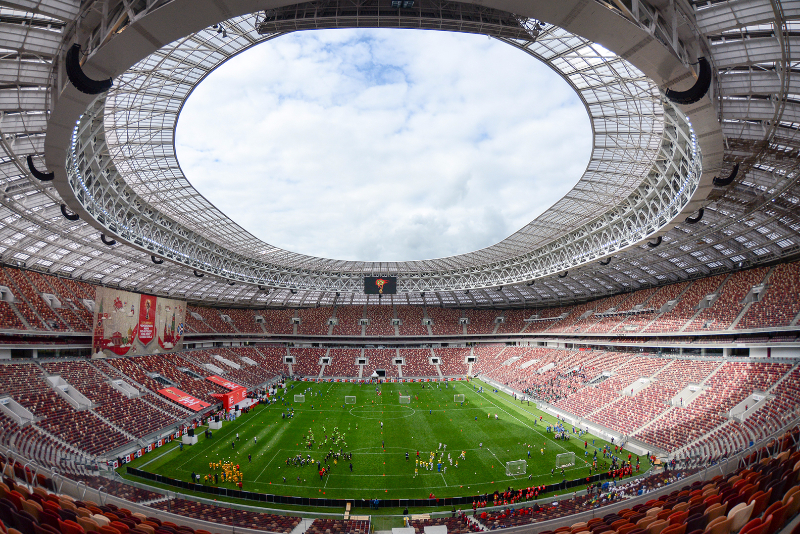
Il Lužniki nel 2017, in seguito alla ristrutturazione.

In occasione del mondiale di calcio del 2018 l'impianto ha subito una radicale ristrutturazione, che ha comportato la demolizione totale degli spalti, pur mantenendo integro l'involucro esterno con la copertura, per rendere fruibile la struttura prevalentemente per il calcio. È stata dunque eliminata la pista di atletica e la capienza è stata portata a 82.540 posti a sedere. I lavori hanno preso il via all'inizio del 2014 e si sono conclusi a metà del 2017.

## Finale UEFA Champions League
- Manchester Utd 1-1 (6-5 d.c.r.)  Chelsea (21 maggio 2008)

## Finale Coppa UEFA
- Parma 3-0  Olympique Marsiglia (12 maggio 1999)

## Finale del mondiale 2018
Lo stadio ha ospitato numerosi incontri e la finale del campionato del mondo di calcio del 2018, che ha fatto ritorno in Europa dodici anni dopo l'ultima edizione europea, quella di Germania 2006.
- Francia 4-2  Croazia (15 luglio 2018)

## Coppa del Mondo FIFA 2018
| Data           | Ora   | Squadra #1 | Ris.            | Squadra #2     | Fase del torneo            | Spettatori |
| -------------- | ----- | ---------- | --------------- | -------------- | -------------------------- | ---------- |
| 14 giugno 2018 | 18:00 | Russia     | 5 - 0           | Arabia Saudita | Girone A (gara inaugurale) | 78.011     |
| 17 giugno 2018 | 18:00 | Germania   | 0 - 1           | Messico        | Girone F                   | 78.011     |
| 20 giugno 2018 | 15:00 | Portogallo | 1 - 0           | Marocco        | Girone B                   | 78.011     |
| 26 giugno 2018 | 17:00 | Danimarca  | 0 - 0           | Francia        | Girone C                   | 78.011     |
| 1º luglio 2018 | 16:00 | Spagna     | 1 - 1 (3-4 dcr) | Russia         | Ottavi di finale           | 78.011     |
| 11 luglio 2018 | 20:00 | Croazia    | 2 - 1 (dts)     | Inghilterra    | Semifinali                 | 78.011     |
| 15 luglio 2018 | 17:00 | Francia    | 4 - 2           | Croazia        | Finale                     | 78.011     |